# Бі-енд-І (Техас)
Бі-енд-І (англ. B and E) — переписна місцевість (CDP) в США, в окрузі Старр штату Техас. Населення — 489 осіб (2020).

## Географія
Бі-енд-І розташоване за координатами 26°21′24″ пн. ш. 98°45′13″ зх. д. / 26.35667° пн. ш. 98.75361° зх. д. (26.356530, -98.753675).  За даними Бюро перепису населення США в 2010 році переписна місцевість мала площу 0,18 км², уся площа — суходіл.

## Демографія
Згідно з переписом 2010 року, у переписній місцевості мешкало 518 осіб у 108 домогосподарствах у складі 101 родини. Густота населення становила 2870 осіб/км².  Було 116 помешкань (643/км²).
Расовий склад населення:
| - 93,8 % — білих - 6,0 % — осіб інших рас |

До двох чи більше рас належало 0,2 %. Частка іспаномовних становила 98,1 % від усіх жителів.
За віковим діапазоном населення розподілялося таким чином: 40,9 % — особи молодші 18 років, 52,0 % — особи у віці 18—64 років, 7,1 % — особи у віці 65 років та старші. Медіана віку мешканця становила 22,1 року. На 100 осіб жіночої статі у переписній місцевості припадало 97,0 чоловіків;  на 100 жінок у віці від 18 років та старших — 86,6 чоловіків також старших 18 років.
Середній дохід на одне домашнє господарство  становив 29 154 долари США (медіана — 26 042), а середній дохід на одну сім'ю — 29 747 доларів (медіана — 26 667). За межею бідності перебувало 50,3 % осіб, у тому числі 56,6 % дітей у віці до 18 років та 63,0 % осіб у віці 65 років та старших.
Цивільне працевлаштоване населення становило 170 осіб. Основні галузі зайнятості: освіта, охорона здоров'я та соціальна допомога — 28,8 %, сільське господарство, лісництво, риболовля — 27,1 %, будівництво — 20,0 %, публічна адміністрація — 17,6 %.